# Glykera
Glykera war eine berühmte aus Athen stammende Hetäre der zweiten Hälfte des 4. Jahrhunderts v. Chr.
Nach dem Tod der Pythionike (zwischen 329 v. Chr. und 324 v. Chr.) holte sie Harpalos, der von Alexander dem Großen eingesetzte Verwalter Babylons, nach Tarsos. Hier hielt er Glykera auf Kosten des Staatsschatzes aus. Er ordnete für sie königliche Ehren an, was zu Spott und Unmut bei den Griechen führte. Durch ihre Vermittlung schickte Harpalos Getreide nach Athen, was ihm im Gegenzug das athenische Bürgerrecht einbrachte. Glykera begleitete Harpalos bei dessen Flucht vor dem aus Indien zurückkehrenden Alexander nach Athen. Dort blieb sie, auch nachdem Harpalos die Stadt wieder verlassen musste, und wurde angeblich die Geliebte des Dichters Menander.
Der ansonsten unbekannte Bildhauer Herodotos soll eine Statue von ihr geschaffen haben.